# Гигантские крысы в метро
Гигантские крысы в метро (крысы-мутанты) — распространенная городская легенда о обитающих в глубинах метрополитена аномально больших крысах, размерами со среднюю собаку, способных, за счет своих размеров и количества, загрызть человека.

## Источник легенды
В России легенда возникла во времена позднего СССР в среде работников метрополитена. Она являлась распространенной «байкой», согласно которой те или иные сотрудники встречали крыс размером с кошку или собаку и даже вступали с ними в борьбу. Также есть версия, что истории о крысах-мутантах появились благодаря бездомным собакам, которые случайно попадали в тоннели метро или были утеряны беспечными хозяевами. Помимо этого, нельзя исключать влияния романа Джеймса Герберта «Крысы», в котором повествуется о нападении на людей полчищ крыс, возглавляемых двухголовыми мутантами-альбиносами.
Диггер Вадим Михайлов в одном из интервью утверждал, что имеет прямое отношение к появлению истории о гигантских крысах.

## Внешний вид
Существует множество интерпретаций того, как выглядят гигантские крысы. Они описываются огромными (размером с кошку, собаку или даже свинью) лысыми или покрытыми белой шерстью существами, которые могут слегка светиться из-за действия радиации. Передние зубы длинные и кривые, желтоватого оттенка, лапы хорошо развиты (или наоборот, недоразвиты). Глаза могут светиться в темноте, при этом часто утверждается, что крысы слепы и ориентируются в пространстве при помощи обоняния.

## Реальность
Подземелья метро — это влажная и холодная среда, с малым количеством пищи, поэтому выжить там и тем более создать колонию существо размером с собаку не сможет физически. Крысы и мыши действительно могут обитать в тоннелях, их количество варьируется в зависимости от конкретного метрополитена. В  метро Нью-Йорка, где на станциях много мусора крыс водится в тысячи раз больше, чем в Московском метро, станции которого содержатся в чистоте. Сами крысы не превышают характерных для этого вида размеров. Чаще всего они обитают на самих станциях и не уходят глубоко в тоннели, так как там отсутствует мусор, оставляемый пассажирами.

## В массовой культуре
Легенда оказала влияние на массовую культуру. Упоминания о ней в той или иной интерпретации содержатся в различных новостных изданиях, книгах или видеоиграх.
Упоминаются в постапокалиптическом романе Дмитрия Глуховского «Метро́ 2033», описывающего жизнь людей в московском метро после ядерной войны на Земле.